# Arucillus
Genre
Arucillus est un genre d'opilions laniatores de la famille des Cosmetidae.

## Distribution
Les espèces de ce genre sont endémiques de République dominicaine,.

## Liste des espèces
Selon World Catalogue of Opiliones (16/07/2021) :
- Arucillus armasi Vasconcelos & Pérez-González, 2003
- Arucillus hispaniolicus Šilhavý, 1971

## Publication originale
- Šilhavý, 1971 : « A further new genus and species of cosmetid from the Antilles: Arucillus hispaniolicus gen. n., sp. n. (Arachnoidea, Opilionidea). » Acta Entomologica Bohemoslovaca, vol. 68, no 2, p. 138–140.